# Kurt Bindernagel
Kurt Bindernagel (* 30. Juni 1930) war Fußballspieler in der DDR-Oberliga. In der höchsten Spielklasse des DDR-Fußball-Verbandes spielte er für den SC Fortschritt Weißenfels.
Als der SC Fortschritt Weißenfels nach der Saison 1954/55 in die DDR-Oberliga aufstieg, gehörte Bindernagel mit knapp 25 Jahren zu den jüngsten Spielern in der Stammelf des Aufsteigers. Die meisten der 26 Punkt- und vier Aufstiegsspiele hatte er als linker Verteidiger bestritten. Als im Herbst 1955 eine Übergangsrunde zur Angleichung an den ab 1956 geltenden Kalenderjahrspielplan durchgeführt wurde, spielte der SC Fortschritt schon in der Oberliga mit, und von den 13 ausgetragenen Spielen bestritt Bindernagel 12 Begegnungen auf seiner Stammposition. In seiner ersten regulären Oberligasaison 1956 hatte Bindernagel mehrere Aussetzer, sodass er von den 26 Punktspielen nur 16 Partien bestreiten konnte. Sein neuer Trainer Herbert Worbs hielt jedoch an ihm als Linksverteidiger fest. In der Spielzeit 1957 konnte Bindernagel nur zwei Oberligapunktspiele bestreiten und verlor seine Position in der Abwehr an Harry Wiesemann. Mit 28 Jahren absolvierte Bindernagel 1958 bereits seine letzte Oberligasaison. Er war nur noch Ersatzspieler, bei seinen fünf Punktspieleinsätzen kam er nur noch zweimal über 90 Minuten in die Mannschaft. Sein letztes Oberligaspiel bestritt Bindernagel am 10. August 1958. In der Begegnung des 14. Spieltages SC Fortschritt Weißenfels – SC Aktivist Brieske-Senftenberg (0:2) spielte er noch einmal 90 Minuten lang auf seiner Stammposition.